# Sophie, hertuginde af Edinburgh
Sophie, Hertuginde af Edinburgh GCVO DStJ  (Sophie Helen, født Rhys-Jones) (født 20. januar 1965 i Oxford) er medlem af den britiske kongefamilie.

## Familie
Hun er datter af Christopher Bournes Rhys-Jones og Mary O'Sullivan, og hun er opvokset i Kent. 
Hun er svigerdatter til dronning Elizabeth 2. af Storbritannien og prinsgemalen Prins Philip, hertug af Edinburgh.

## Ægteskab
19. juni 1999 giftede Sophie Rhys-Jones sig med Prins Edward i St. George's Chapel på Windsor Slot. 
På bryllupsdagen fik brudeparret nye titler. Prins Edward blev Hans Kongelige Højhed Prins Edward, Jarl af Wessex, mens Sophie blev Hendes Kongelige Højhed Grevinden af Wessex.
I 2023, fik parret nye titler. Prins Edward blev Hans Kongelige Højhed Hertugen af Edinburgh, mens Sophie blev Hendes Kongelige Højhed Hertuginden af Edinburgh.

### Børn
I ægteskabet er der to børn:
- Lady Louise Mountbatten-Windsor, født 2003
- James Mountbatten-Windsor, viscount Severn, født 2007

## Våbenskjold
Sophie Rhys-Jones' families våben var ikke officielt anerkendt, men forud for brylluppet fik hendes far tildelt våbenet "Quarterly Gules and Azure a lion rampant regardant within an orle Or" (firdelt af rød og blå, en oprejst og tilbageseende løve inden for en tressure, alt guld). I ægteskabet benytter hun et lodret delt våben med prins Edwards våben i første felt.
- Sophie af Wessex' våben
- Sophie af Wessex' våben før ægteskabet (Sophie Rhys-Jones)